# Paracyclops chiltoni
Paracyclops chiltoni – gatunek widłonoga z rodziny Cyclopidae. Jako pierwszy opisał go w 1883 roku nowozelandzki zoolog George Malcolm Thomson, nadając mu nazwę Cyclops chiltoni. Miejsce typowe to Eyreton w Nowej Zelandii.